# Рамена (архітектура)
Раме́на (плечі) — прямокутні об'єми, розташовані по боках від центральної частини будівлі.
Рамена є поширеним елементом в українській бароковій архітектурі.